# Đàn đá

Một dàn đàn đá Tây Nguyên được trưng bày tại Bảo tàng các dân tộc Việt Nam, Buôn Ma Thuột, Đắk Lắk

Đàn đá (các dân tộc ở Tây Nguyên, Việt Nam gọi là goong lu, đọc là goòng lú, tức "đá kêu như tiếng cồng") là một nhạc cụ gõ cổ nhất của Việt Nam và là một trong những loại nhạc cụ cổ sơ nhất của loài người. Đàn được làm bằng các thanh đá với kích thước dài, ngắn, dày, mỏng khác nhau. Thanh đá dài, to, dày có âm vực trầm trong khi thanh đá ngắn, nhỏ, mỏng thì tiếng thanh. Người xưa sử dụng vài loại đá có sẵn ở vùng núi Nam Trung Bộ và Đông Nam Bộ để tạo ra nhạc cụ này. Đàn đá đã được UNESCO xếp vào danh sách các nhạc cụ trong Không gian văn hóa Cồng Chiêng Tây Nguyên.

## Lịch sử phát hiện
Năm 1949, những người phu làm đường phát hiện tại Ndut Liêng Krak, Đắk Lắk, Tây Nguyên một bộ 11 thanh đá xám có dấu hiệu ghè đẽo bởi bàn tay con người, kích thước từ to đến nhỏ trong đó thanh dài nhất 101,7 cm nặng 11,21 kg; thanh ngắn nhất 65,5 cm nặng 5,82 kg. Phát hiện này được báo cho Georges Condominas, một nhà khảo cổ người Pháp làm việc tại Viện Viễn Đông Bác Cổ. Tháng 6 năm 1950 giáo sư Georges Condominas đưa những thanh đá này về Paris và chúng được nghiên cứu bởi giáo sư âm nhạc André Schaeffner. Sau đó, Georges Condominas công bố kết quả nghiên cứu trên tạp chí Âm nhạc học (năm thứ 33 – bộ mới) số 97-98 tháng 7 năm 1951, khẳng định về loại đàn lithophone ở Ndut Liêng Krak, ""nó không giống bất cứ một nhạc cụ bằng đá nào mà khoa học đã biết". Hiện bộ đàn đá này được trưng bày ở Bảo tàng Con người Paris, Pháp.
Năm 1956, trong Chiến tranh Việt Nam bộ đàn đá thứ hai được phát hiện và một đại úy Mỹ mang về trưng bày ở New York.
Năm 1980, Georges Condominas lại phát hiện bộ đàn đá thứ ba có 6 thanh tại buôn Bù Đơ thuộc xã Lộc Bắc, huyện Bảo Lộc, tỉnh Lâm Đồng. Đây là bộ đàn do dòng họ Ksiêng (người Mạ) lưu giữ qua 7 đời.
Từ những năm 1979 vấn đề nghiên cứu, sưu tầm về đàn đá được giới khoa học Việt Nam khơi dậy và cho đến những năm đầu thập niên 1990, người ta tìm được khoảng 200 thanh đàn đá rải rác ở Đắk Lắk, Khánh Hòa, Đồng Nai, Ninh Thuận, Lâm Đồng, Sông Bé và Phú Yên...; mỗi bộ đàn này có từ 3 đến 15 thanh. Nổi tiếng trong đó là các bộ đàn đá Khánh Sơn, đàn đá Bắc Ái, đàn đá Tuy An, đàn đá Bình Đa (gọi theo địa danh phát hiện). Căn cứ vào loại đàn đá tìm được ở di chỉ khảo cổ Bình Đa, các nhà khoa học cho biết những thanh đá để làm đàn này có tuổi đời khoảng 3.000 năm.
Các nhà nghiên cứu sau khi khai quật và khảo sát tại đỉnh núi Dốc Gạo, thuộc địa phận thôn Tô Hạp, xã Trung Hạp, Khánh Sơn đã tìm ra nhiều dấu tích chứng tỏ người xưa đã chế tác đàn đá tại đây với nhiều khối đá và mảnh tước thuộc loại đá phún trào có nhiều ở Khánh Sơn, cũng là loại đá để chế tác đàn đá Khánh Sơn. Những dấu hiệu chế tác đàn đá tại chỗ chứng tỏ những cư dân từ xưa ở nơi này, dân tộc Raglai, là những người chủ thực sự của những bộ đàn đá.

## Đặc điểm
Ở âm vực cao, tiếng đàn đá thánh thót xa xăm. Ở âm vực trầm, đàn đá vang như tiếng dội của vách đá. Người xưa quan niệm âm thanh của đàn đá như một phương tiện để nối liền cõi âm với cõi dương, giữa con người với trời đất thần linh, giữa hiện tại với quá khứ. Đàn đá đã được giới thiệu ở trong và ngoài nước.
Thanh âm của đàn đá được GS.TS.Trần Văn Khê ca ngợi là "biểu hiện tâm tư hệt như con người".

## Một số bộ đàn đá lớn
- Tháng 6 năm 2003 ông K’Branh (dân tộc Cơ Hơ) ở buôn Bờ Nơm, Lâm Đồng phát hiện bộ đàn đá 20 thanh. Hai thanh dài nhất rộng bản 22 cm và dài 151 cm và 127 cm. Thanh ngắn nhất rộng bản khoảng 10 cm, chiều dài 43 cm. Số còn lại có độ dài từ 71 đến 75 cm và độ rộng bản trên dưới 15 cm. Đây là bộ đàn đá cổ nhiều thanh nhất từng được phát hiện.
- Tháng 7 năm 2006 một bộ đàn đá được phát hiện ở Bình Thuận, gồm 8 thanh trong đó thanh dài nhất là 95 cm rộng 17 cm và nặng 12,5 kg; các thanh khác có chiều dài thấp dần đến thanh cuối cùng là 52,5 cm nặng 4,5 kg. Cả tám thanh đều được ghè đẽo tinh xảo, có hình dạng giống nhau với hai đầu dày và hơi phình to, ở giữa có eo nhỏ lại và là nơi mỏng nhất. Giới khảo cổ học xôn xao vì khu vực phát hiện bộ đàn đá này nằm gần biển, tại vùng ảnh hưởng đậm của văn hóa Sa Huỳnh, trong khi từ trước tới nay tất cả các bộ đàn đá được phát hiện đều tại các vùng rừng, núi cao[8].
- Bộ đàn đá hiện đại 100 thanh do hai anh em nghệ sĩ Nguyễn Chí Trung và Nguyễn Đức Lộc sáng tạo, gồm 2 giàn đàn mỗi giàn 50 thanh. Hiện bộ đàn đá này giữ kỷ lục là bộ đàn đá nhiều thanh nhất Việt Nam[9].